# Angularitermes
Angularitermes es un género de termitas  perteneciente a la familia Termitidae que tiene las siguientes especies:

## Especies
1. Angularitermes clypeatus
2. Angularitermes coninasus
3. Angularitermes nasutissimus
4. Angularitermes orestes
5. Angularitermes pinocchio
6. Angularitermes tiguassu